# Eugenia breviracemosa
Eugenia breviracemosa är en myrtenväxtart som beskrevs av Mazine. Eugenia breviracemosa ingår i släktet Eugenia och familjen myrtenväxter. Inga underarter finns listade i Catalogue of Life.